# Христо Негенцов
Христо Станчев Негенцов е виден български педагог.

## Биография
Роден е на 14 ноември 1881 година в Габрово, Княжество България. Брат е на писателя Ран Босилек. 
Активист е на Дряновското дружество на Македонската организация. През 1900 година е делегат на Дряновското дружество на Седмия македонски конгрес.
Учи философия и педагогика в периода 1903-1908 година в Йенския, Лайпцигския и Цюрихския университет. Защитава докторска дисертация през 1908 година на тема „Принципът на самодейност в педагогиката на Фридрих Фрьобел“ (Das Prinzip der Selbständigkeit in der Pädagogik Fr. Fröbels).
През 1922 година става асистент в Софийския университет, после в 1928 година - доцент, а през 1930 година – извънреден професор. Изявява се и като редактор на вестниците „Образование“, „Учителска мисъл“ и „Ново училище“. Член е на Дружество „Монтесори“, Международния съюз по лечебна педагогика и Централния институт по възпитание и обучение.
След Деветосептемврийския преврат в 1944 година обвинява свои колеги във фашистка дейност. Заедно с Владимир Георгиев и Наум Чилев през октомври 1944 година подписва „Предложение за уволнение на преподаватели, обвинени във фашистка дейност“, в което са имената на професорите Богдан Филов, Борис Йоцов, Михаил Арнаудов, Иван Дуйчев, Веселин Бешевлиев, Димитър Яранов, Константин Гълъбов и Жана Николова.